# GTZ8-B
Der GTZ8-B Vamos ist ein Stadtbahnfahrzeug, das für die Stadtbahn Bielefeld der moBiel GmbH entwickelt und von einem Konsortium aus HeiterBlick (mechanischer Teil) und Kiepe Electric (elektrische Ausrüstung) gebaut wurde. Es ist das erste realisierte Fahrzeug der „Vamos“-Modellfamilie von HeiterBlick.

## Aufbau

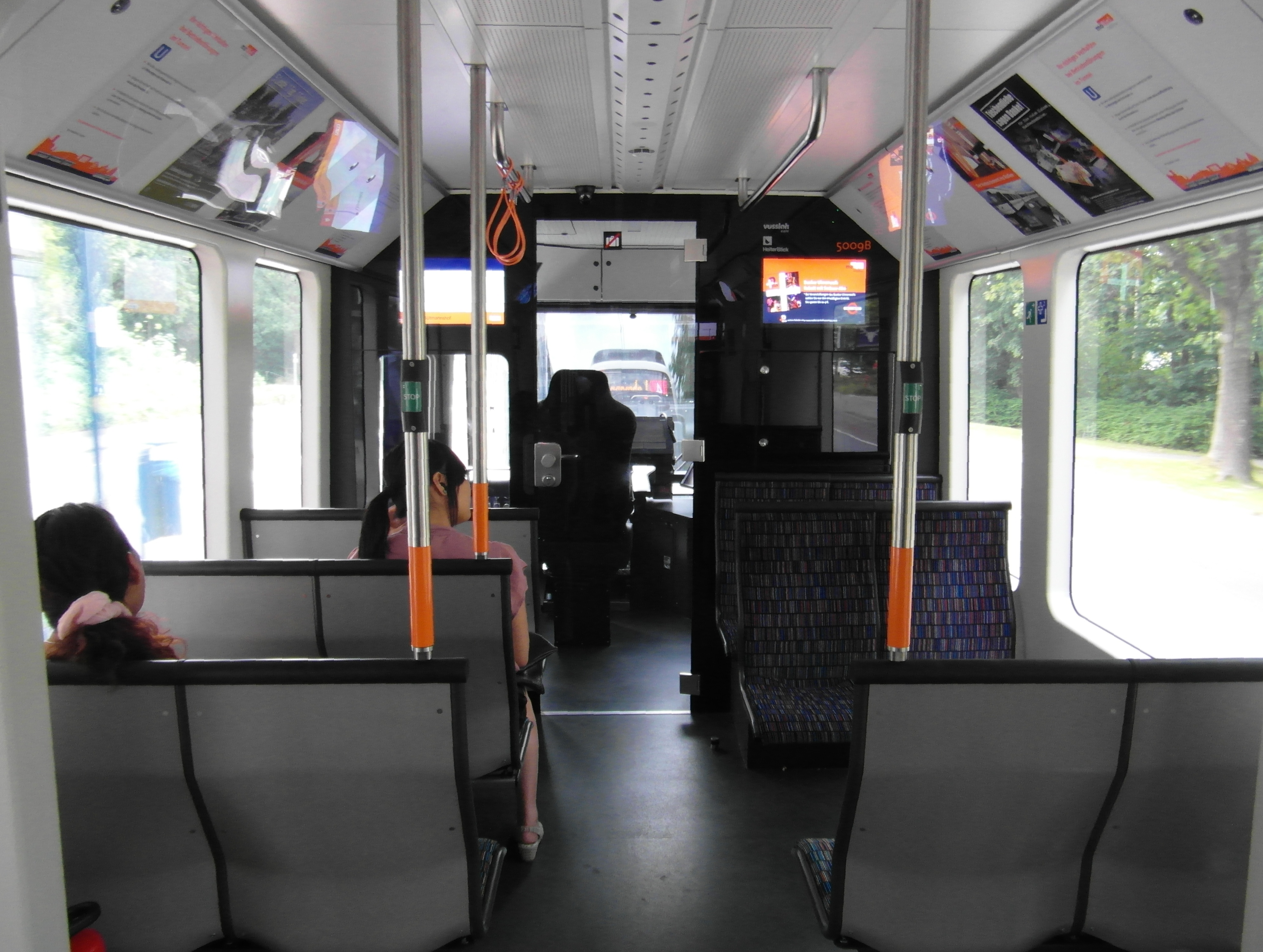
Innenraum

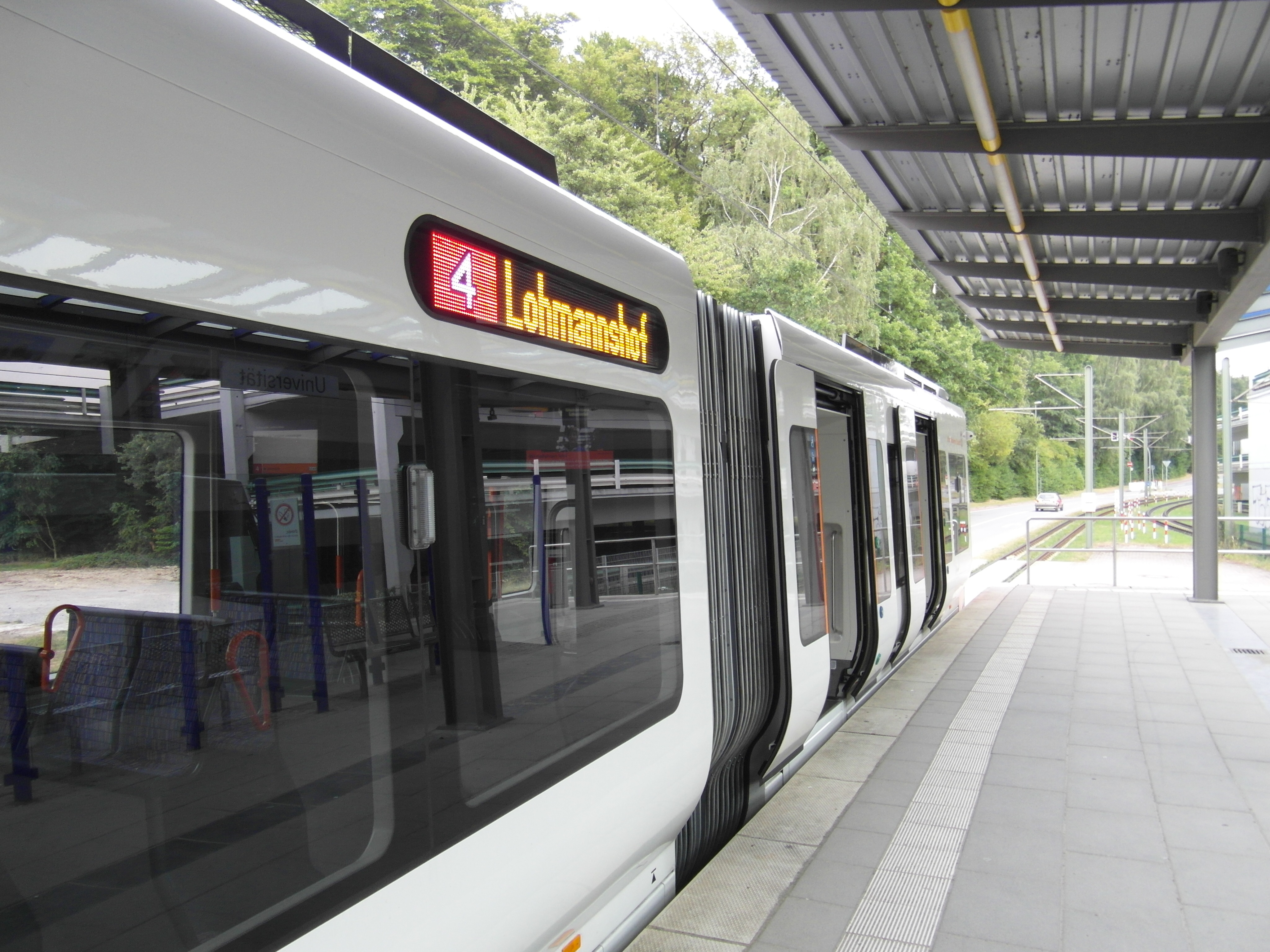
Seitenansicht

Der GTZ8-B (Gelenktriebzug achtachsig, Bauart Bielefeld) ist ein dreiteiliges, meterspuriges Zweirichtungsfahrzeug, das in Einzel- oder Doppeltraktion eingesetzt werden kann. Das Fahrzeug verfügt auf jeder Seite über fünf Türen, davon eine im Mittelteil. Es ist für den Halt an Hochbahnsteigen ausgelegt. Um auch ebenerdige Haltestellen bedienen zu können, besitzen 22 Fahrzeuge die Funktion, Trittstufen an den drei mittleren Türen ausklappen zu können. Hinter jeder Tür befinden sich Abstellflächen für Kinderwagen, Rollstühle oder Fahrräder.
Die Breite der Fahrzeuge beträgt bis zur Bahnsteigkante 2,30 m, darüber 2,65 m. Dadurch ist die Nutzung von Hochbahnsteigen möglich, die für die schmaleren Fahrzeuge des Typs M ausgelegt wurden. Mit einer Kapazität von ca. 230 Fahrgästen ist der Vamos deutlich geräumiger als sein Vorgänger.
Die Züge besitzen vier Drehgestelle, alle acht Achsen sind angetrieben. Die Fahrzeugkästen sind in Stahlbauweise gefertigt. Es stehen 52 Sitzplätze, davon 28 in 2+1-Bestuhlung, sowie weitere 16 Klappsitze in den Eingangsbereichen zur Verfügung. Die Fahrzeuge verfügen über eine Klimaanlage und Monitore zur Fahrgastinformation.

## Einsatz
Die neuen Züge sollen die M8C-Fahrzeuge aus den 1980er-Jahren ersetzen. Der erste „Vamos“ wurde im Juni 2011 an die moBiel GmbH übergeben. Bis Mitte 2012 sollten insgesamt 16 Einheiten (acht Doppeltraktionen) in Dienst gestellt werden. Der erste fahrplanmäßige Einsatz war für Oktober 2011 geplant, es kam jedoch zu Verzögerungen bei der Zulassung durch die technische Aufsichtsbehörde NRW in Düsseldorf. Der erste Zug ging am 20. Dezember 2011 in den Linienbetrieb. Zunächst sollten die Linien 4 in Doppeltraktion und 2 mit Einzelfahrzeugen bedient werden, mittlerweile fahren aber überwiegend Doppeltraktionen auf beiden Linien.
Mit den Herstellern wurde eine Kaufoption über maximal 25 zusätzliche Fahrzeuge vereinbart. Von ihr sollte frühestens 2018 Gebrauch gemacht werden. Zuvor mussten auf weiteren Strecken die Gleisabstände vergrößert und die Bahnsteige verlängert werden. „Vamos“ 5013 wurde 2012 auf der InnoTrans in Berlin vorgestellt, nachdem dieser nach Bielefeld ausgeliefert wurde. Im Jahr 2017 wurden 24 weitere Fahrzeuge bestellt, um die Fahrzeugflotte auf 40 aufzustocken. Die Bahnen wurden zwischen Dezember 2020 und Juni 2023 ausgeliefert.

## Erforderliche Netzumbauten
Die Linie 2 war bereits seit Lieferung der ersten Vamos für den dortigen Einsatz geeignet, wenn auch wegen der noch nicht verlängerten Bahnsteige nur für Einzelwagen. Bis zum Jahr 2015 und der Verlängerung von Milse bis Altenhagen wurden die Bahnsteige verlängert. Wegen der gegenüber den bisherigen Fahrzeugen geänderten Breite waren bzw. sind größere Umbauten erforderlich. So mussten Gleisradien und Gleisabstände vergrößert und Bahnsteige verlängert werden. MoBiel betont bei allen Umbauten, dass der Einsatz breiterer Fahrzeuge bereits beim Bau des Innenstadttunnels berücksichtigt wurde und vorgesehen war.
Einen schwierigen Punkt stellt die für breitere Fahrzeuge nicht mögliche Befahrung der Kreuzstraße und der davon abzweigenden Kehranlage Obernstraße dar, der 2019 durch die Inbetriebnahme der neuen Endstelle Dürkopp Tor 6 abgemildert wurde. Es folgte der Umbau der Strecke nach Stieghorst, auf der die Stationen August-Schröder-Straße und Ravensberger Straße aufgelassen und eine neue Station Marktstraße mit Hochbahnsteig errichtet wurde. Zwischen Juni und Dezember 2019, während der Bauarbeiten an der Station Marktstraße, nutzte die Linie 3 Dürkopp Tor 6 als Kehranlage. Die letzte Haltestelle Sieker-Mitte wurde am 17. Mai 2021 fertiggestellt. Seit dem 1. August 2021 fährt auf dem genannten Abschnitt durch einen Linientausch nun die Linie 4, sodass jetzt auch im alltäglichen Betrieb Vamos-Doppeltraktionen zwischen Lohmannshof und Stieghorst üblich sind.
Auf den Linien 1 und 3 ist bisher kein Einsatz von Vamos möglich. Auf der Linie 1 sind die meisten Bahnsteige zwar lang genug, jedoch ist der Gleismittenabstand auf einigen Abschnitten nicht ausreichend, so zum Beispiel in der Kreuzstraße. Auf der Linie 3 weist der gesamte Streckenabschnitt ab der Haltestelle Auf der Hufe bis Babenhausen Süd einen zu geringen Gleismittenabstand auf, zusätzlich sind alle Haltestellen nicht lang genug. Der Ausbau der verbleibenden, noch nicht barrierefreien Haltestellen ist im derzeit dritten Entwurf des Nahverkehrsplans für die Stadt Bielefeld in zwei Phasen terminiert: In Phase 1 (2020–2025) werden auf der Linie 1 die Haltestellen Brackwede Kirche, Normannenstraße und Gaswerkstraße im Zuge des Umbaus der Hauptstraße in Brackwede barrierefrei ausgebaut. In Phase 2 werden auf der Linie 1 die Haltestellen Heidegärten und Windelsbleicher Straße, auf der Linie 2 die Haltestellen August-Bebel-Straße und Teutoburger Straße und auf der Linie 3 die Haltestellen Lange Straße und Voltmannstraße barrierefrei mit Hochbahnsteigen ausgebaut.